# Дитрих IV фон Мьорс
Дитрих IV фон Мьорс (на немски: Dietrich IV von Moers; † 15 февруари 1346) е граф на Мьорс.
Той е син на граф Дитрих III фон Мьорс († 1307) и съпругата му Маргарета фон Изенбург-Аренфелс († 1302), дъщеря на Герлах I фон Изенбург-Аренфелс и Елизабет фон Клеве.

## Фамилия
Дитрих IV се жени пр. 11 януари 1314 г. за Кунигунда фон Фолмещайн († сл. 1339), дъщеря на Дитрих II фон Фолмещайн-Бракел († 1314) и Кунигунда фон Дортмунд-Линдхорст († сл. 1304), дъщеря на Конрад II фон Дортмунд († 1253). Те имат децата:
- Фридрих II († 1356) граф на Мьорс
- Дитрих V/IV († 1365), граф на Мьорс, господар на Дидам, женен I. на 20 май 1347 г. за Катарина фон Рандерат († 1352), II. 1352. за Елизабет фон Зуилен († сл. 1372), баща на Фридрих III фон Мьорс
- Йохан († 1375)
- Валрам († сл. 1346)
- Кунигунда († 1417), омъжена I. на 6 ноември 1341 г. за Герхард V фон Зинциг, бургграф фон Ландскрон († 1345), II. на 18 април 1349 г. за Фридрих фон Реден-Баер († 1355), III. през ноември 1365 г. за Вилхелм IV фон Бронкхорст бургграф фон Нимвеген († 1410)
- София († 1366), омъжена пр. 17 март 1356 г. за Хайнрих фон Герщорп († 1355)
- Хедвиг († 7 февруари 1385), абатиса на Св. Клара в Нойс